# 다이리정
다이리정(大里町)은 후쿠오카현 기쿠군에 존재했던 정이다. 정으로 승격 전에는 야나기가우라촌 (柳ヶ浦村)이였다. 현재의 기타큐슈시에 해당한다.

## 역사
- 1889년 - 정촌제 시행에 수반해 기쿠군 야나기가우라촌이 성립하였다. 당시의 가구 수는 477가구, 인구는 2696명으로 추정된다.
- 1896년 - 지쿠조군이 되었다.
- 1908년 - 정으로 승격, 개칭해 다이리정이 되었다.
- 1910년 - 오사토 제분소(후에 일본제분과 합병), 1913년(다이쇼 2) 제국맥주(후에 삿포로 맥주 큐슈 공장), 1914년(다이쇼 3) 오사토 주정 제조소(후에 협화발효 모지 공장) 등 스즈키상점 계열의 기업이 잇달아 설립되었다. 국철 선로의 바다 쪽은 민가와 사찰을 제외하고 대부분 스즈키 상점의 공장이 차지하고 있어, 오사토는 스즈키 왕국이라고 불렸다. 한편, 국철 선로 동쪽은 논과 밭만 있고 주택은 드문드문 있었다.
- 1923년 - 모지시에 편입되었다.

## 참고문헌
- 川添昭二・武末純一・岡藤良敬・西谷正浩・梶原良則・折田悦郎『福岡県の歴史』山川出版社、1997年。ISBN 4-634-32400-8。
- 佐々木いさお『歴女・鉄男と訪ねる門司と海峡』海鳥社、2013年。ISBN 978-4-87415-879-1。
- 平凡社地方資料センター編『日本歴史地名大系第41巻 福岡県の地名』平凡社、2004年。ISBN 4-582-49041-7。
- 門司市編『門司市史』門司市、1933年。
- 門司市役所発行『門司市史 第2集』1963年。